# Wolffinpuisto
Le parc de Wolff (finnois : Wolffinpuisto) est un parc du quartier Palosaari de Vaasa en Finlande.

## Présentation
Le parc de Wolff est situé près de la maison des agences gouvernementales. 
L'histoire du parc remonte aux années 1890, lorsque la dixième exposition agricole générale de Finlande a eu lieu à Vaasa. 
Des plantes d'exposition ont été plantées dans le parc de Wolff à cette époque. 
Avec la construction de l'immeuble de bureaux, le nombre de plantes anciennes du parc a diminué, mais il reste encore quelques vieux arbres.
Dans le parc, les anémones bleues et les anémones blanches fleurissent au printemps.